# Universidad Federal de Río Grande del Norte

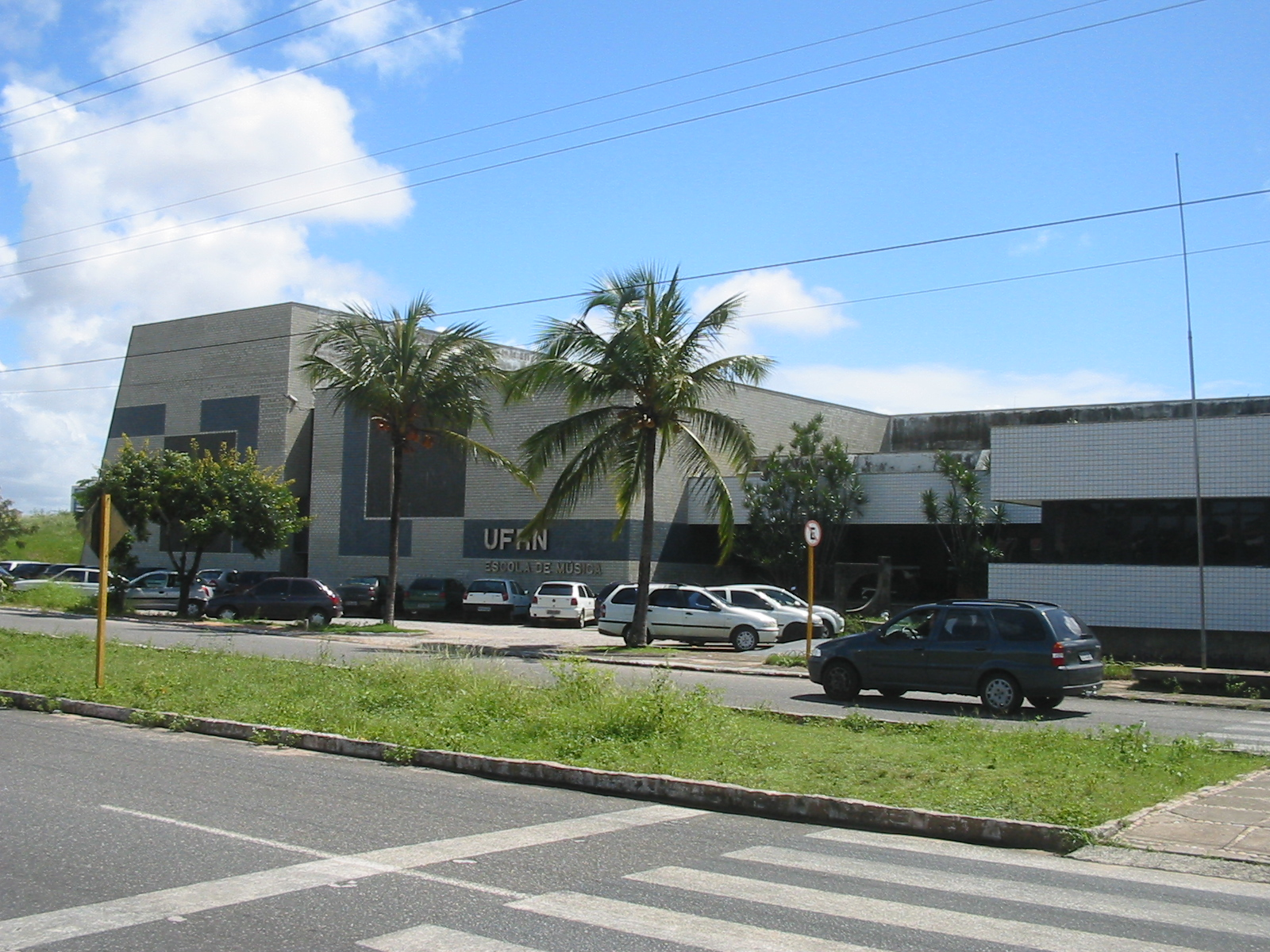
Escuela de Música.

La Universidade Federal do Rio Grande do Norte (UFRN) es una universidad pública. Su localización es la ciudad de Natal, en el Estado del Rio Grande do Norte (Brasil). Es el principal centro de enseñanza superior del estado y una de las 10 mayores universidades federales de Brasil en cantidad de alumnos de graduación.
El ENADE (Examen Nacional de Desempeño de Estudiantes de Brasil) a UFRN tiene la mejor educación de todas las universidades federales y en el Región Nordeste de Brasil es una de las 25 mejores universidades en América Latina.